# Мануил II Палеолог
Мануи́л II Палеоло́г (греч. Μανουήλ Β΄ Παλαιολόγος; 27 июня 1350 — 21 июля 1425) — деспот Фессалоник в 1369—1391 годах, византийский император с 1391 по 1425 год. С 1391 по 1402 годы — вассал турецкого султана Баязида.

## Ранние годы
Мануил II был вторым сыном императора Иоанна V (1341—1376, 1379—1390, 1390—1391) и его жены Елены Кантакузины. Его дедушкой и бабушкой по материнской линии были император Иоанн VI Кантакузин (1347—1354) и Ирина Асень.
Иоанн V путешествовал на Западе, ища поддержку Византийской империи в 1365 и в 1370 годах. Неудавшаяся попытка узурпации его старшим братом Андроником IV в 1373 году привела к объявлению Мануила наследником и соимператором его отца Иоанна V. С 1369 по 1387 годы Мануил правил Фессалониками в качестве деспота. 
В 1376—1379 годах Иоанн V всё же был смещён Андроником IV, но при поддержке Венеции и Османской империи он вновь вернул себе престол. Андронику оставили звание соимператора и дали в личную собственность город Селимбрию. Мануил II стал деспотом Фессалоник.
В 1390 году, Иоанн V вновь был свергнут, и императором стал сын Андроника IV Иоанн VII. Но Мануил лично победил своего племянника с помощью Венеции в 1390 году.
Хотя Иоанн V был восстановлен на престоле, Мануил был вынужден остаться почётным заложником при дворе султана Баязида I в Бурсе. Во время своего пребывания там Мануил был вынужден участвовать в кампании по захвату Филадельфии, последнего византийского анклава в Анатолии.
Византийский летописец Лаоник Халкокондил назвал этот факт позорным. Вести о том что Мануил II служит Баязиду в качестве вассала и выступает против своих же соплеменников (пусть и против своей воли) достигли Москвы в 1392 году. В ответ Василий I направил в Константинополь в 1393 году гневное письмо. С этого времени Россия фактически признала факт падения Византии, а имя византийского императора больше не упоминается в российских литургиях так как, по мнению Василия, «религия не может существовать без настоящей империи».

## Правление

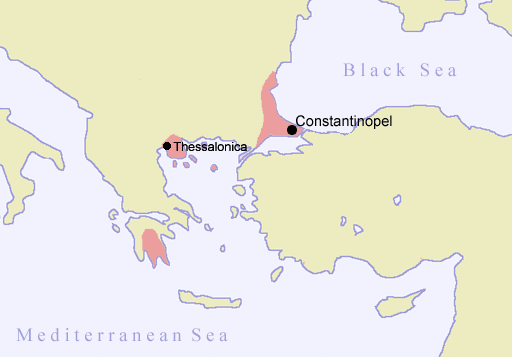
Приблизительные границы Византийской империи по договору 1403 года. На карте не указаны малоазийские крепости Пропонтиды от Хрисополя до Харакса, которые, по-видимому, также были переданы империи.

Услышав о смерти отца в феврале 1391 года, Мануил II сбежал со двора султана Баязида I и обеспечил поддержку против любого потенциального требования его племянника Иоанна VII. Отношения с Иоанном VII улучшились, когда Баязид I осаждал Константинополь с 1394 по 1402 годы. Приблизительно после пяти лет осады, Мануил II поручил город племяннику и предпринял длинную поездку по западным дворам Англии, Франции, Священной Римской империи, и Арагона, чтобы искать помощь против Османской империи. Одновременно османы совершили опустошительные набеги в Морейский деспотат (византийскую провинцию на Пелопоннесе).
Тем временем крестовый поход против осман во главе с венгерским королём Сигизмундом Люксембургским потерпел неудачу при Никополе 25 сентября 1396 года, но на счастье, османы спустя 6 лет были разгромлены Тимуром при Анкаре в 1402 году, и держава Баязида распалась. Пока сыновья последнего боролись друг с другом, племянник Мануила II Иоанн VII возвратил европейское побережье Мраморного моря и Фессалоники. Когда Мануил возвратился домой в 1403 году, Иоанн VII снял осаду Константинополя и стал деспотом недавно возвращенной Фессалоники.
Мануил II использовал период отсрочки, чтобы поддержать обороноспособность Морейского деспотата, где Византийская империя расширялась за счет остатков Ахейского княжества. Здесь Мануил наблюдал за созданием Гексамилиона («Шестимильной стены») поперёк Коринфского перешейка, предназначенного для того, чтобы защитить Пелопоннес от османов.

Южные Балканы в 1410 году.

Мануил II был в дружественных отношениях с победителем в Османской гражданской войне, Мехмедом I, но его попытки вмешаться в следующую гражданскую войну в Османской империи привели к новой осаде Константинополя Мурадом II в 1422 году.
В течение последних лет жизни Мануил II передал большинство официальных обязанностей своему сыну и наследнику Иоанну VIII. В 1424 году он был вынужден подписать мирный договор с турками, в результате чего Византийская империя обязалась платить дань султану.  Передав трон первенцу Иоанну, за два месяца до своей смерти удалился в константинопольский монастырь Пантократор и принял постриг под именем Матфей.